# Aleuropteridis hargreavesi
Aleuropteridis hargreavesi là một loài côn trùng cánh nửa trong họ Aleyrodidae, phân họ Aleyrodinae.
Aleuropteridis hargreavesi được Mound miêu tả khoa học đầu tiên năm 1961.